# Клеймёнов, Семён Васильевич
Семён Васи́льевич Клеймёнов (род. 26 апреля 1934, Староклёнское, Центрально-Чернозёмная область) — советский рабочий, токарь, наладчик на «АвтоВАЗе», первый председатель Совета трудового коллектива завода, Герой Социалистического Труда, почётный гражданин Тольятти.

## Биография
В семье был вторым ребёнком из пяти. В родном селе окончил семь классов школы. В 1951 году закончил горнопромышленную школу в Кизеле по специальности «арматурщик-бетонщик». Два года работал по полученной специальности в местном строительном управлении.
С 1953 по 1956 проходил срочную службу в Советской армии, служил оператором радиолокационных станций на военно-морской базе Порккала (Финляндия). После увольнения в запас вернулся в родные края, но не в село, а в город Чаплыгин, где работал наладчиком станков на агрегатном заводе и учился в вечерней школе молодёжи, после которой окончил ещё техникум по специальности «Техника сельскохозяйственных машин». Там же встретил свою будущую жену Марию, с которой они поженились в 1961 году. В 1962 году родилась дочь Татьяна.
В 1967 году Семён Клеймёнов переехал в Тольятти, сначала работал в управлении Куйбышевгидрострой, участвовал в строительстве третьего комплексного общежития и механосборочного цеха строящегося автозавода. А в 1968 году устроился уже на АвтоВАЗ наладчиком автоматических линий в тот же механосборочный цех. В 1969 году вместе с группой других сотрудников проходил трёхмесячную стажировку на заводе «Фиат» в Италии. В 1971 году был награждён орденом Трудового Красного Знамени.
21 декабря 1973 года с главного конвейера АвтоВАЗа сошёл миллионный автомобиль, государственная комиссия приняла в эксплуатацию весь комплекс завода, и 29 декабря Президиум Верховного Совета СССР наградил особо отличившихся работников, в том числе Семёна Клеймёнова, которому было присвоено звание Героя Социалистического Труда.
Вёл активную общественную работу. Был членом Советского комитета защиты мира, в 1973 году участвовал в работе Всемирного конгресса миролюбивых сил, в 1974 — был делегатом Советской конференции сторонников мира. Пять раз избирался депутатом областного совета народных депутатов. В 1976 году был избран делегатом XXV съезда КПСС.
В 1982 году был выбран делегатом XVIII профсоюзного съезда страны, на котором выступил с речью, критикующей власти, одной из причин которой послужил неофициальный запрет достраивать ДК ВАЗа:
«Вот мы здесь собрались говорить об экономике. А страна наша — в тяжелейшем положении: мы увязли в Афганистане, поддерживаем режимы Амина, Пол Пота и прочих деятелей. Тем обиднее слышать в выступлениях делегатов, как они деловитость в своих речах подменяют лестью в адрес товарища Брежнева… Какая экономика выдержит, если мы расплачиваемся за ошибки руководителей соцстран и компартий? Если мы устроили беспрецедентное по дороговизне „катание“ космонавтов из соцстран в космос?… Вот нам запретили строить очаги культуры — с целью экономии. А не будет ли хуже, если в нашу молодежь вселится „бацилла“ бандитизма и бескультурщины?..»
Первое время Клеймёнову довелось многое выслушать и профкоме, и парткоме, от него отвернулись некоторые знакомые коммунисты, он попал под надзор КГБ, сам он опасался как ареста, так и вовсе не вернуться домой живым, пережил сердечный приступ на пути в Тольятти. Но заслуженные ордена, звания Героя труда и почётного гражданина Тольятти и тот факт, что Клеймёнов не был диссидентом, не имел какой-то группы поддержки, а был простым рабочим, выполнявшим конкретное поручение заводского парткома, привели к тому, что скандальная речь осталась без серьёзных последствий, да и средства на окончание строительства ДКИТ нашлись уже через два дня. После началась перестройки практически о тех же проблемах в государстве заговорил уже генеральный секретарь ЦП КПСС М. С. Горбачёв, так что Клеймёнов вновь оказался в почёте, и во время визита генсека в Тольятти сидел в первом ряду на его выступлении.
В 1987 году Клеймёнов стал первым председателем Совета трудового коллектива АвтоВАЗа, причём настоял, что этой деятельностью он будет заниматься без отрыва от основной работы токаря-расточника. А когда вышел запрет на подобное совмещение, оставил пост председателя.
В 1994 году вышел на пенсию, но уже через год устроился на Тольяттинский агрегатный завод, где работал до семидесяти лет.
Проживает в Тольятти. Член совета ветеранов АвтоВАЗа.

## Награды и звания
- Герой Социалистического Труда (29.12.1973)[11];
- орден Ленина (29.12.1973)[11];
- орден Октябрьской революции (10.06.1986)[11];
- орден Трудового Красного Знамени (05.04.1971)[11];
- орден Дружбы Народов[2].
- орден «Знак Почёта» (05.08.1966)[11];
- Почётный гражданин Тольятти (1981)[12][2].